# Nazionale maschile di pallamano del Kuwait
La nazionale di pallamano maschile del Kuwait è la rappresentativa pallamanistica maschile del Kuwait nelle competizioni internazionali.

## Storia
Nel 2025 parteciperà ai Mondiali.